# Iocheirata
Los Iocheirata son un suborden de pseudoscorpiones caracterizados por ser venenosos.

## Lista de las familias
Posee más de 19 familias.
Superfamilia Cheiridioidea Hansen, 1893
- Cheiridiidae Hansen, 1894
- Pseudochiridiidae Chamberlin, 1923

Superfamilia Cheliferoidea Risso, 1826
- Atemnidae Kishida, 1929
- Cheliferidae Risso, 1826
- Chernetidae Menge, 1855
- Withiidae Chamberlin, 1931

Superfamilia Garypoidea Simon, 1879
- Garypidae Simon, 1879
- Garypinidae Daday, 1888
- Geogarypidae Chamberlin, 1930
- Larcidae Harvey, 1992
- Menthidae Chamberlin, 1930
- Olpiidae Banks, 1895

Superfamilia Neobisioidea Chamberlin, 1930
- Bochicidae Chamberlin, 1930
- Gymnobisiidae Beier, 1947
- Hyidae Chamberlin, 1930
- Ideoroncidae Chamberlin, 1930
- Neobisiidae Chamberlin, 1930
- Parahyidae Harvey, 1992
- Syarinidae Chamberlin, 1930

Superfamilia Sternophoroidea Chamberlin, 1923
- Sternophoridae Chamberlin, 1923